# 艾琳·伯內特
艾琳·伯內特（1976年7月2日—）是一名美國新聞主播，目前是有線電視新聞網的Erin Burnett OutFront的主播。艾琳·伯內特曾經是高盛集團的一位金融分析師以及彭博電視的一位主播。